# École de plein air de Suresnes
L’école de plein air de Suresnes est une ancienne école municipale privée de Suresnes (Hauts-de-Seine), destinée aux enfants malades (tuberculose, problèmes respiratoires, etc.). Construite par les architectes Eugène Beaudouin et Marcel Lods à la demande du maire de la ville de l'époque Henri Sellier, elle fonctionne de 1935 à 1996.

## Histoire

### Genèse, projet et travaux

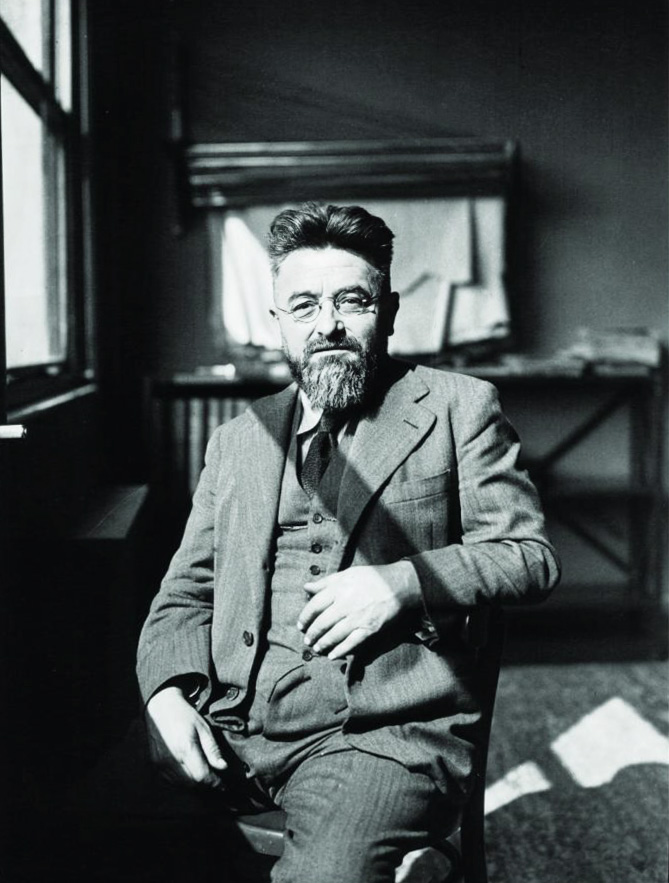
Le maire Henri Sellier.

Au début du XXe siècle, de nouveaux types d'établissements scolaires sont préconisés pour faire face au développement croissant de la tuberculose. Dans un contexte de développement du mouvement international hygiéniste, les premières écoles de ce genre voient le jour à Berlin (Allemagne) dès 1904, puis en Suisse et à Lyon (France) en 1906.
Porté sur les questions sociales et d'hygiène, le maire socialiste Henri Sellier mène une politique volontariste après son élection en 1919 (logements sociaux, dispensaires, bâtiments scolaires, etc.). Suivant la maxime « Mens sana in corpore sano », il s'agit de répondre aux conséquences sanitaires désastreuses engendrées par l'industrialisation et l'urbanisation. Pour lutter contre les maladies infantiles telles que la tuberculose et le rachitisme, un environnement sain, aéré et ensoleillé, est ainsi encouragé. Les sanatoriums étant des lieux de villégiature non adaptés à une vie scolaire, les hygiénistes imaginent alors de nouvelles structures où les enfants souffrants pourraient suivre leur scolarité dans un cadre sain, tout en bénéficiant d'un suivi médical approprié.

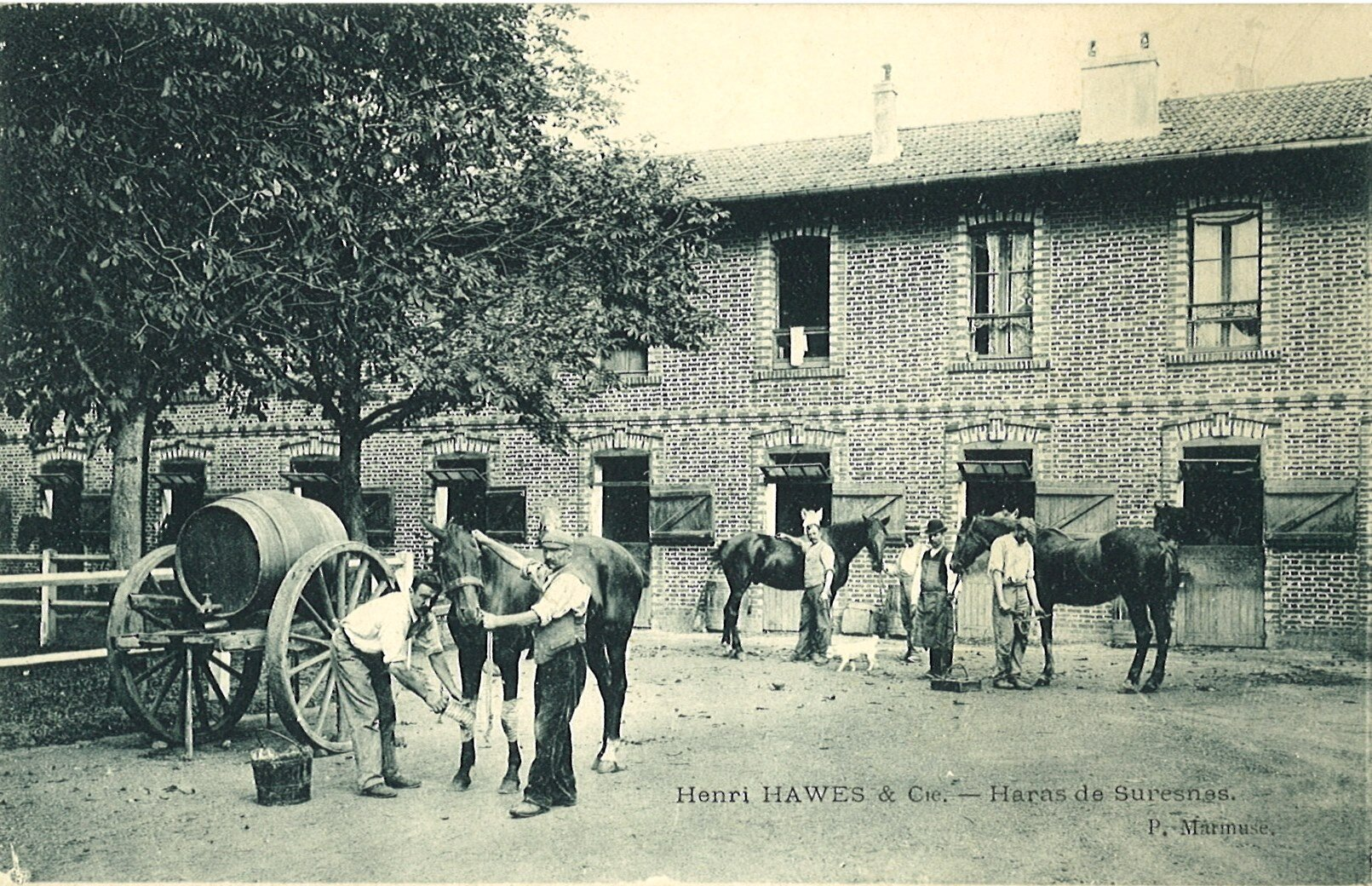
Les haras, sur une photographie ancienne.

En 1921, la municipalité de Suresnes créé des stages de plein air pour les enfants malades, dans des locaux provisoires aménagés dans le haras de la Fouilleuse. Celui-ci est finalement rasé pour construire la cité-jardin de Suresnes mais Henri Sellier veut pérenniser l'initiative. Il rencontre les architectes Eugène Beaudouin et Marcel Lods, gagnés à l'idée d'une architecture qui valorise le soleil et l'aération, ce que permet le développement de nouveaux matériaux comme le béton. Le projet prend forme en 1931 et sera plusieurs fois remanié. Les deux architectes posent l'ambition suivante : « Obtenir en toute saison un maximum d'ensoleillement des locaux abrités. Pour permettre la classe pendant les journées pluvieuses mais chaudes, le vitrage peut s'effacer intégralement. Une terrasse située devant les classes permettra le travail à l’extérieur les jours doux ».
L'ancien instituteur Louis Boulonnais participe aussi au projet. Il accompagne Eugène Beaudouin et Marcel Lods à l’école de plein air de Cliostraat, construite en 1927 à Amsterdam, qui sert de référence pour celle de Suresnes,.
Achevés en 1935, les travaux ont lieu sur un terrain d'environ 2 hectares de l'ancienne propriété des Landes, situé sur le versant ensoleillé du mont Valérien, vaste, en hauteur, orienté plein sud et éloigné des cheminées d'usine,.

### Une école moderne qui fait l'unanimité

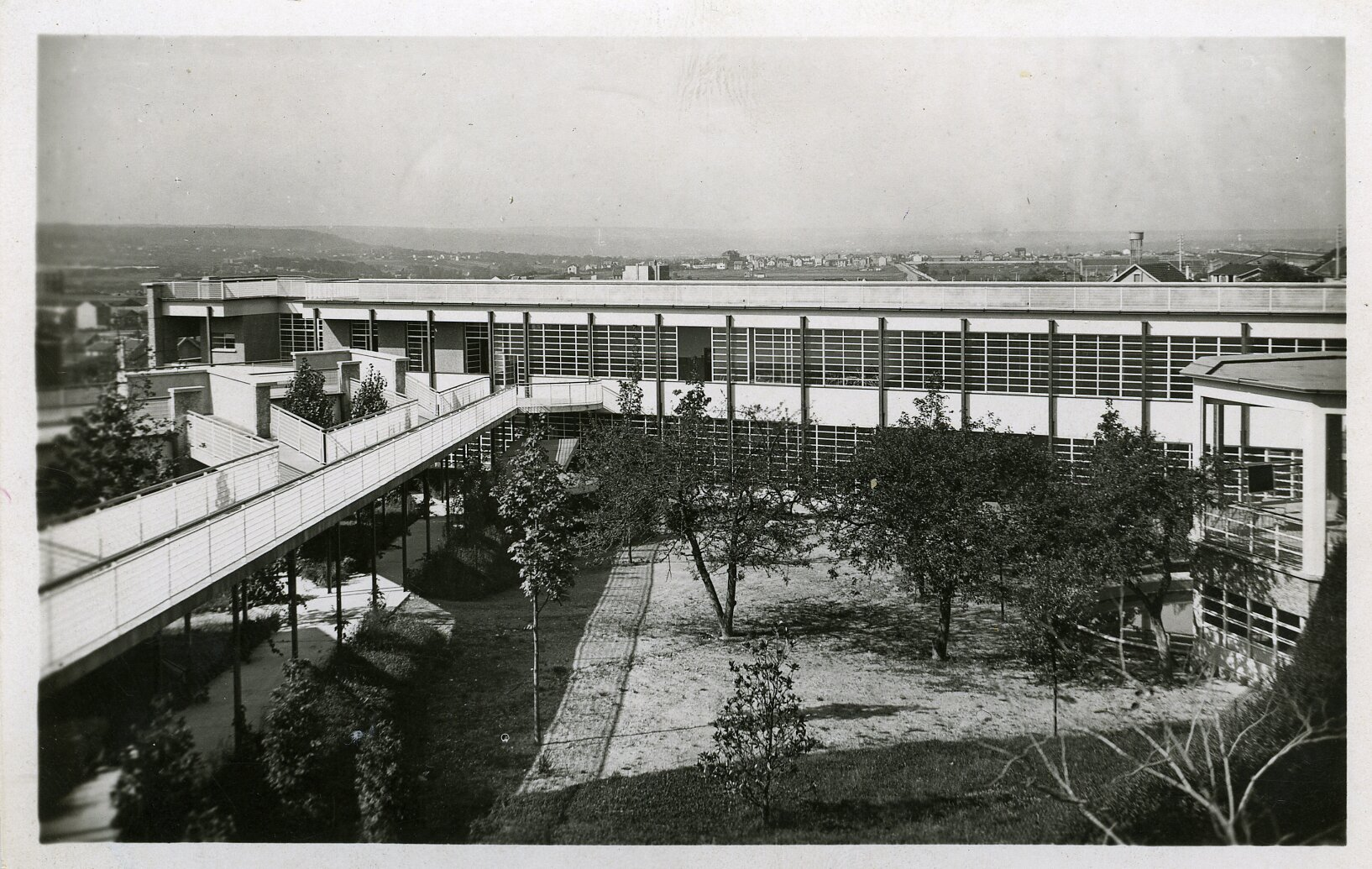

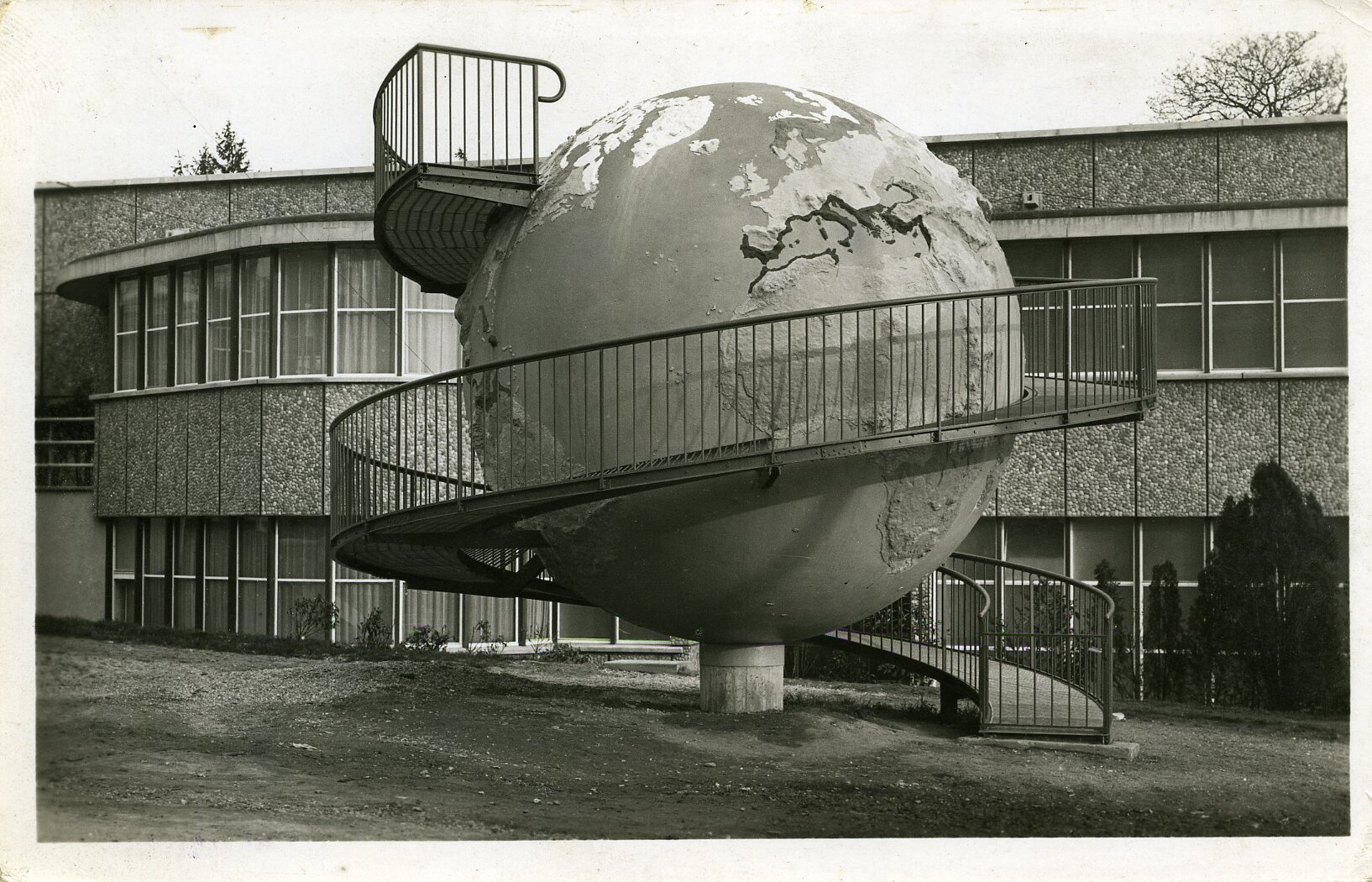
Le globe extérieur au milieu du siècle, muni de sa rampe.

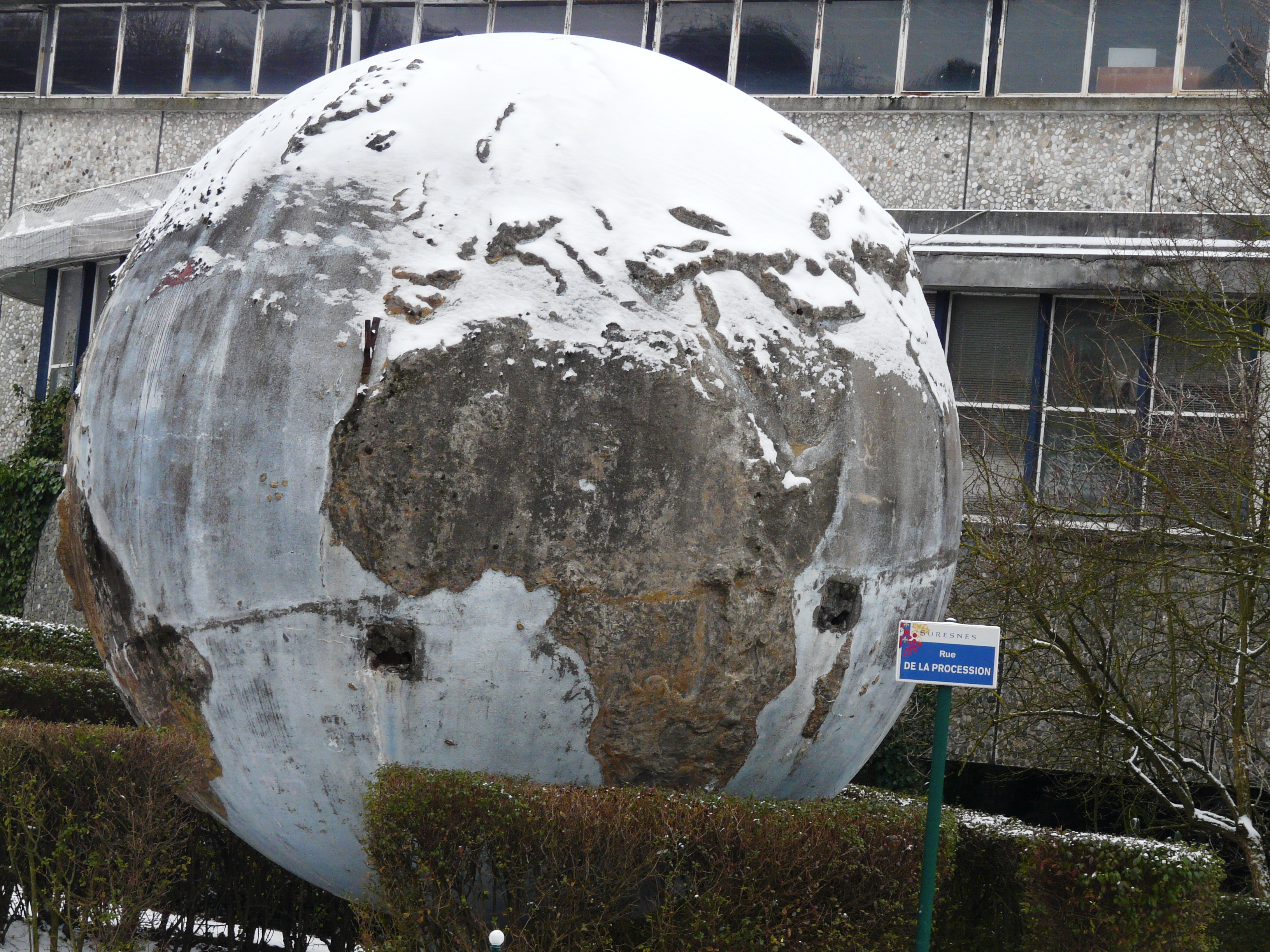
Le globe en 2010, avant sa rénovation.

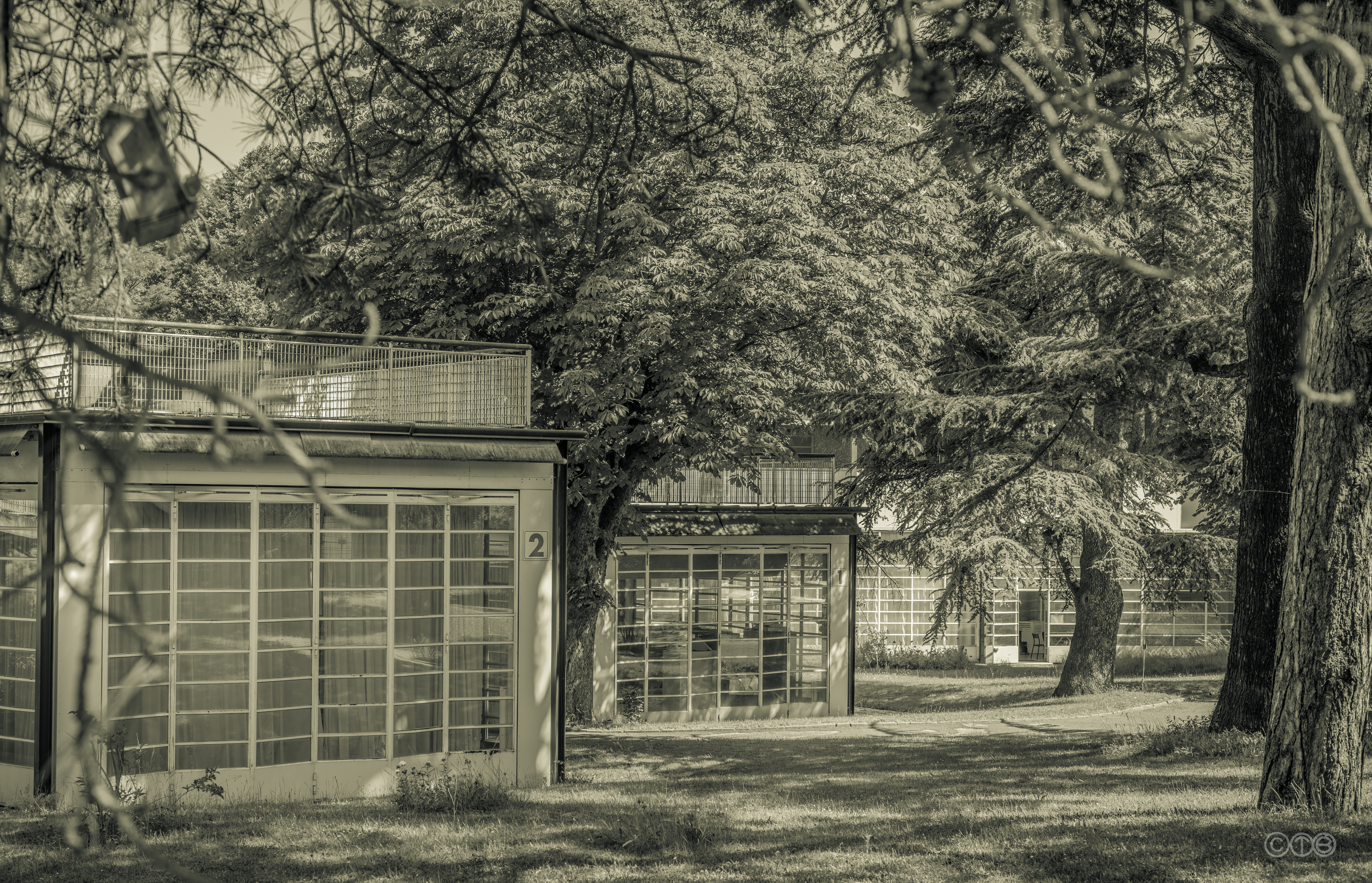
Vue de plusieurs pavillons.

L'école ouvre en 1935 et est officiellement inaugurée en 1936. La presse française de l'époque la présente comme « la plus moderne au monde ». Le Matin en parle comme d'un « paradis pour les petits malheureux », où « les enfants chétifs forment leur esprit en cultivant leurs muscles », et Le Populaire salue les bénéfices de sa pédagogie (élèves plus sains, meilleurs résultats scolaires).
Le bâtiment principal, de deux étages, long de 200 m et en forme d'arc de cercle, est relié à huit pavillons qui servent à faire classe. Entourés d'un parc, ces derniers sont aussi reliés entre eux par des galeries. Chaque pavillon est chauffé par le sol (sous un dallage en quartzite), et leur terrasse peut servir de solarium. Les enseignants pouvaient donc emmener la classe dans le jardin comme sur les toits, selon l'ensoleillement. En forme de cube, chaque pavillon compte trois parois vitrées, qui s'ouvrent en accordéon,.
Un immense globe terrestre (5 mètres de diamètre, composé d'une coque d'une épaisseur de seulement 6 centimètres) est installé devant l'établissement. Muni d'une rampe en acier, il servait à la classe de géographie. Les continents en relief permettaient aux élèves de matérialiser par le toucher les différences d'altitude de la Terre (qui ne sont toutefois pas à l'échelle). Tout comme l'école, il est classé monument historique en 2002 mais la rampe a disparu. Il est intégré au parcours créé par le musée d'histoire urbaine et sociale de Suresnes (matérialisé par une borne informative), qui présente les édifices remarquables du XXe siècle de la commune. En 2017, à l'initiative de la municipalité, la DRAC donne son accord pour restaurer le globe, dégradé, pour un coût de 76 000 euros, grâce à une souscription. Les travaux s'achèvent l'année suivante,.
Pour circuler dans l'école, les enfants n'utilisaient que des rampes, pas d'escaliers, afin d'éviter de trop solliciter les articulations. Même le mobilier est adapté, comme des sièges-pupitres en aluminium et en bois ou des lits en aluminium, sur lesquels il suffisait d'installer un drap de coton.
Le rythme des enseignements était adapté à celui des enfants. Devant chaque classe, un espace ombragé était destiné à l'enseignement de plein air, privilégiant l'observation. À son arrivée, l'enfant passait un contrôle médical puis se lavait les mains, se brossait les dents avant de rejoindre sa classe-pavillon. Avant le repas de midi, tous les enfants passaient aux douches et aux bains, dont les bassins étaient aussi en plein air.
L'école de plein air de Suresnes est citée en exemple, autant pour son architecture que pour l'attention portée à l'hygiène et aux rythmes scolaires des élèves. L'architecte Albert Laprade écrit à son sujet : « Si on multipliait les écoles comme celles-ci, la tuberculose et la haine, ces deux fléaux de l'humanité, devraient quitter la terre ». Il ajoute en 1962 « que l'on y vient encore en pèlerinage. […] Je me souviens de la vive impression que ressentit le grand architecte américain Frank Lloyd Wright quand, en juillet 1939, je lui fis découvrir cette œuvre si en avance pour l'époque »,.

### Évolutions et fermeture
Destinée à l'origine aux enfants pré-tuberculeux et de santé fragile (« chétifs »), l'école s'est ouverte à d'autres handicaps physiques lors de la Seconde Guerre mondiale. À partir de 1954, elle passe de la tutelle de Suresnes à celle de l'État. Directrice de l'établissement et adjointe au maire de Suresnes Robert Pontillon de 1971 à 1979, Simonne Lacapère s'y investit particulièrement (adaptation des bâtiments aux handicaps, rampes d'accès, etc.), aidée par son mari, directeur du Centre national d'éducation de plein air (CNEPA)  et jusqu’à sa retraite en 1976. Forte de son expérience, elle rédige par ailleurs en 1989 un projet de convention sur les droits de l’enfant pour l'ONU.
L'école, qui a accueilli jusqu'à 300 enfants en même temps, ferme ses portes en 1996. Ses locaux sont alors utilisés par le CNEFEI (Centre national d'études et de formation pour l'enfance inadaptée), devenu en 2006 l'INSHEA (Institut national supérieur de formation et de recherche pour l'éducation des jeunes handicapés et les enseignements adaptés) puis en 2023 l'INSEI (Institut national supérieur de formation et de recherche pour l'éducation inclusive).
Les bâtiments, inscrits depuis 1965 à l'Inventaire supplémentaire des monuments historiques, sont en mauvais état depuis la fin des années 1970. L'école est classée monument historique depuis le 24 avril 2002. En 1979, des études relevaient déjà des problèmes d'étanchéité, avec des zones de stagnation des eaux de pluie. Au début des années 2000, le coût d'éventuels travaux de mise aux normes et de réhabilitation est estimé à 50 millions d'euros. En 2017-2018, la ville monte un dossier afin que l'école (propriété du ministère de l'Enseignement supérieur) soit prise en charge par la mission de préservation du patrimoine présidée par Stéphane Bern, même si la destruction du site est aussi envisagée afin de construire des logements. 
En mai 2021, l'Élysée annonce finalement l'implantation du musée-mémorial du terrorisme d'ici 2027 dans les bâtiments historiques du site ; l'INSEI devrait déménager à Saint-Germain-en-Laye. Des logements pour soignants seront également créés dans la partie la plus récente du site,.
Le musée national de l'Éducation (Rouen) conserve un reportage photographique qui avait été mené dans l'école de plein air pour le compte du ministère de l'Éducation nationale, afin de montrer les élèves en situation dans leur classe. De nombreuses autres archives sont conservées au musée d'histoire urbaine et sociale de Suresnes.

## Galerie

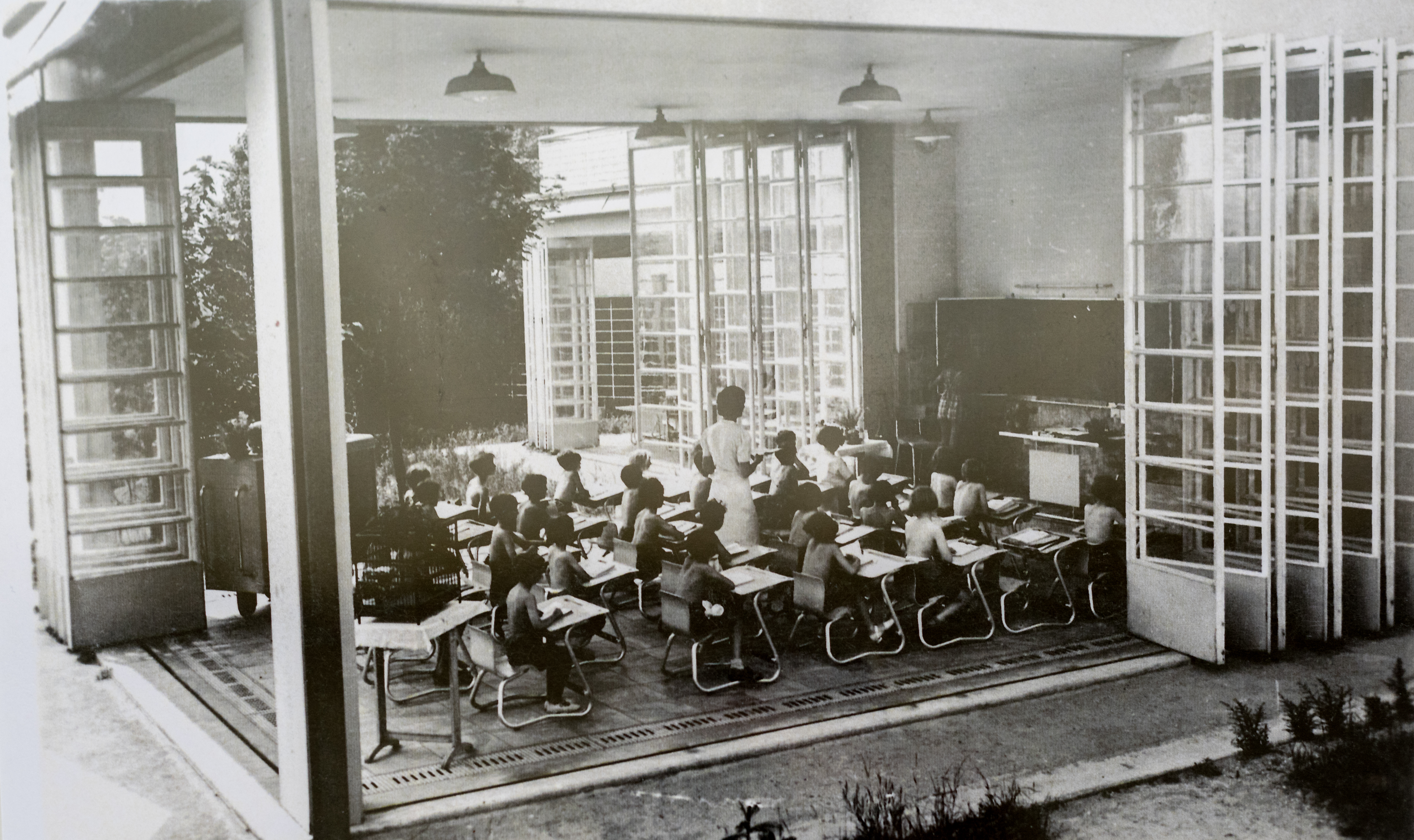
Une salle de classe.
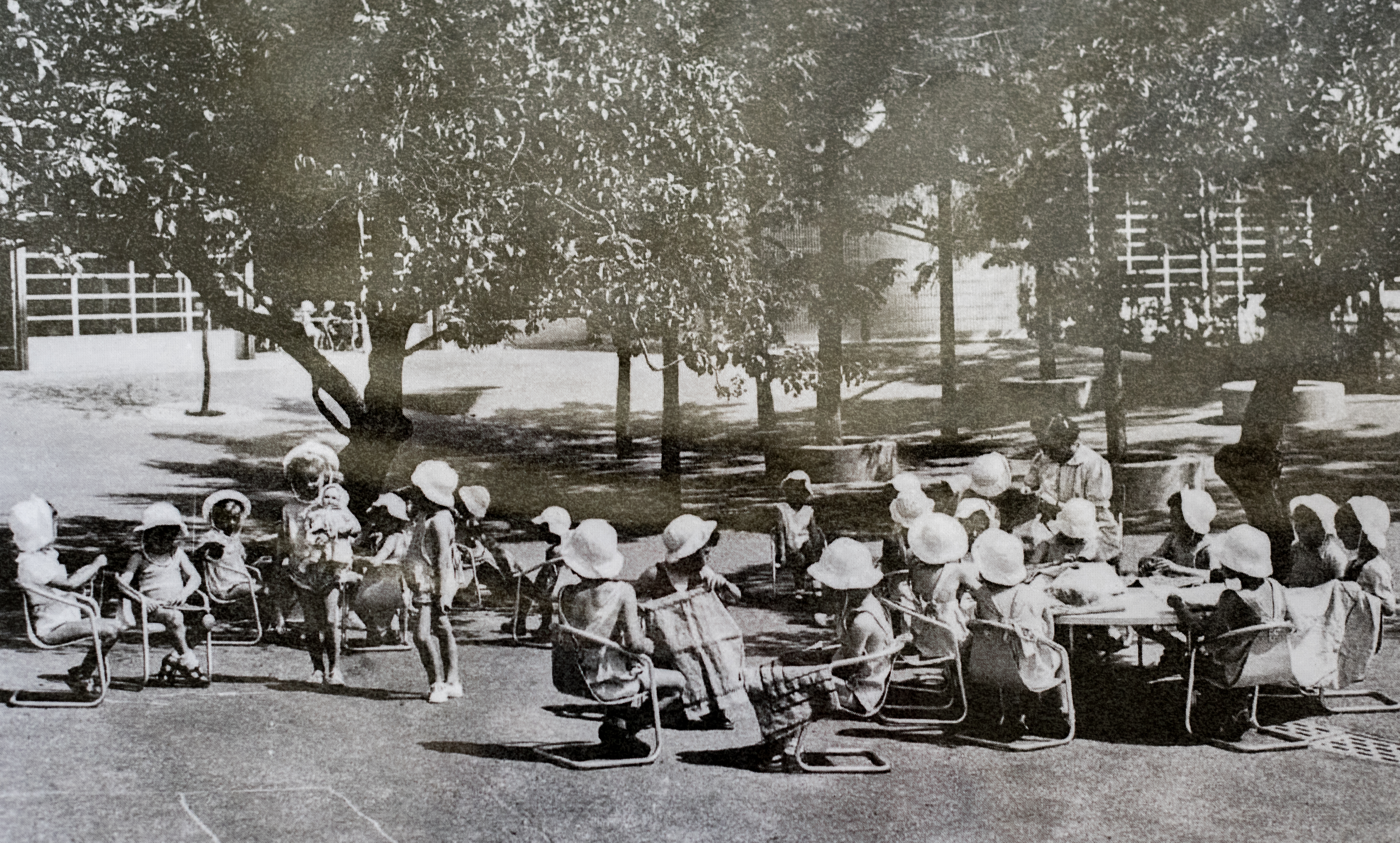
Une classe de plein air.
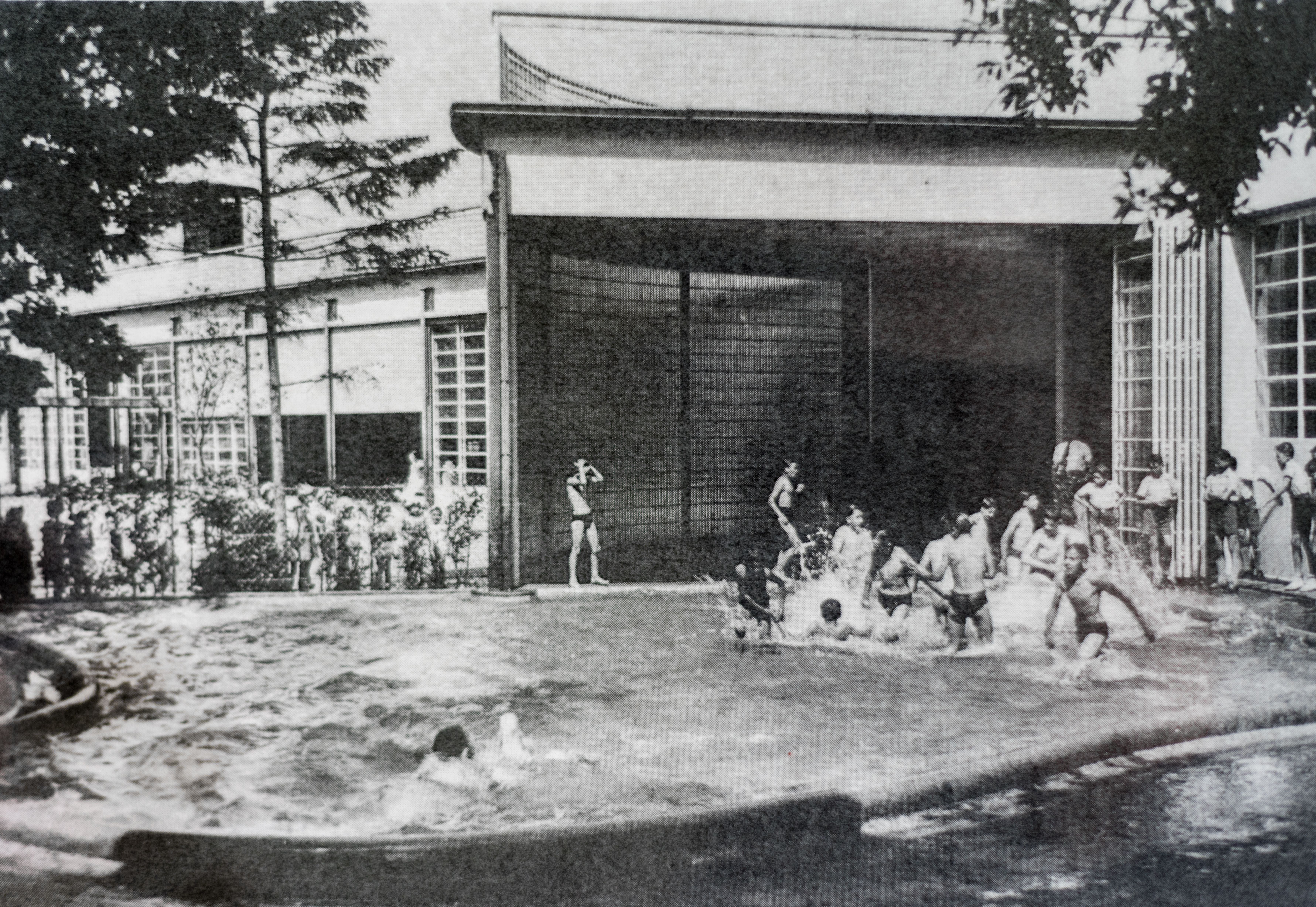
Jeux dans un bassin.
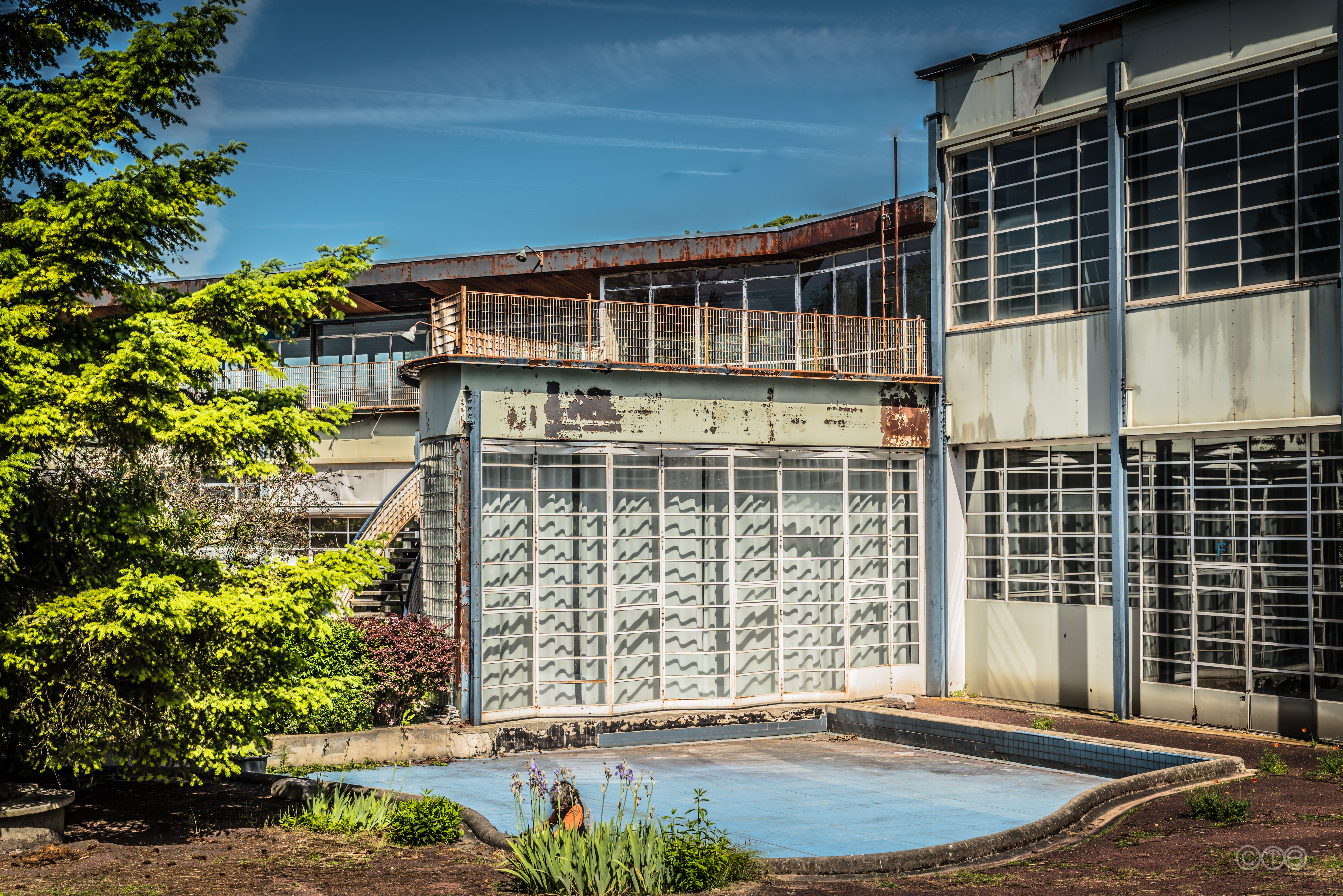
Le même bassin de nos jours.
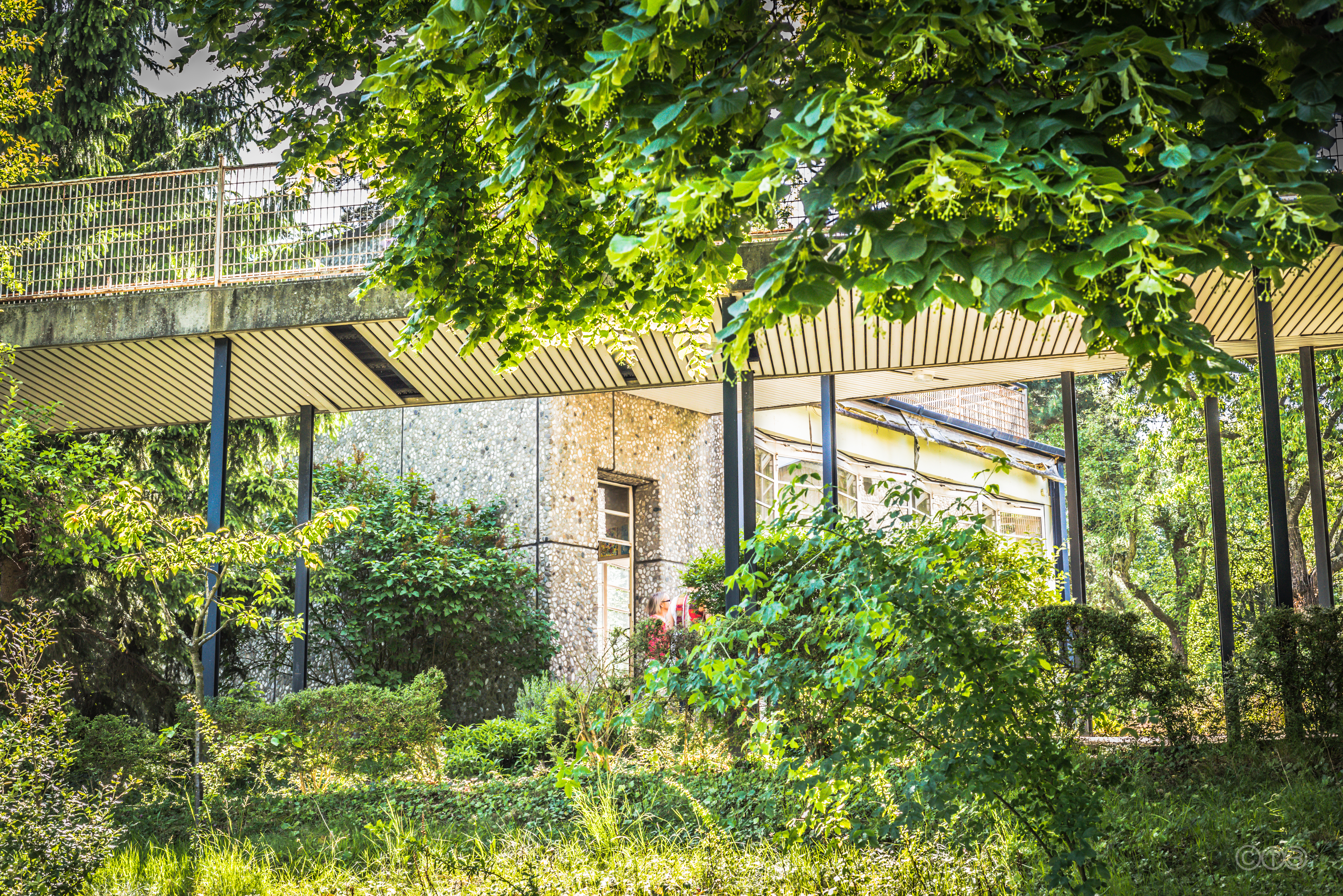
Galerie entre les pavillons.
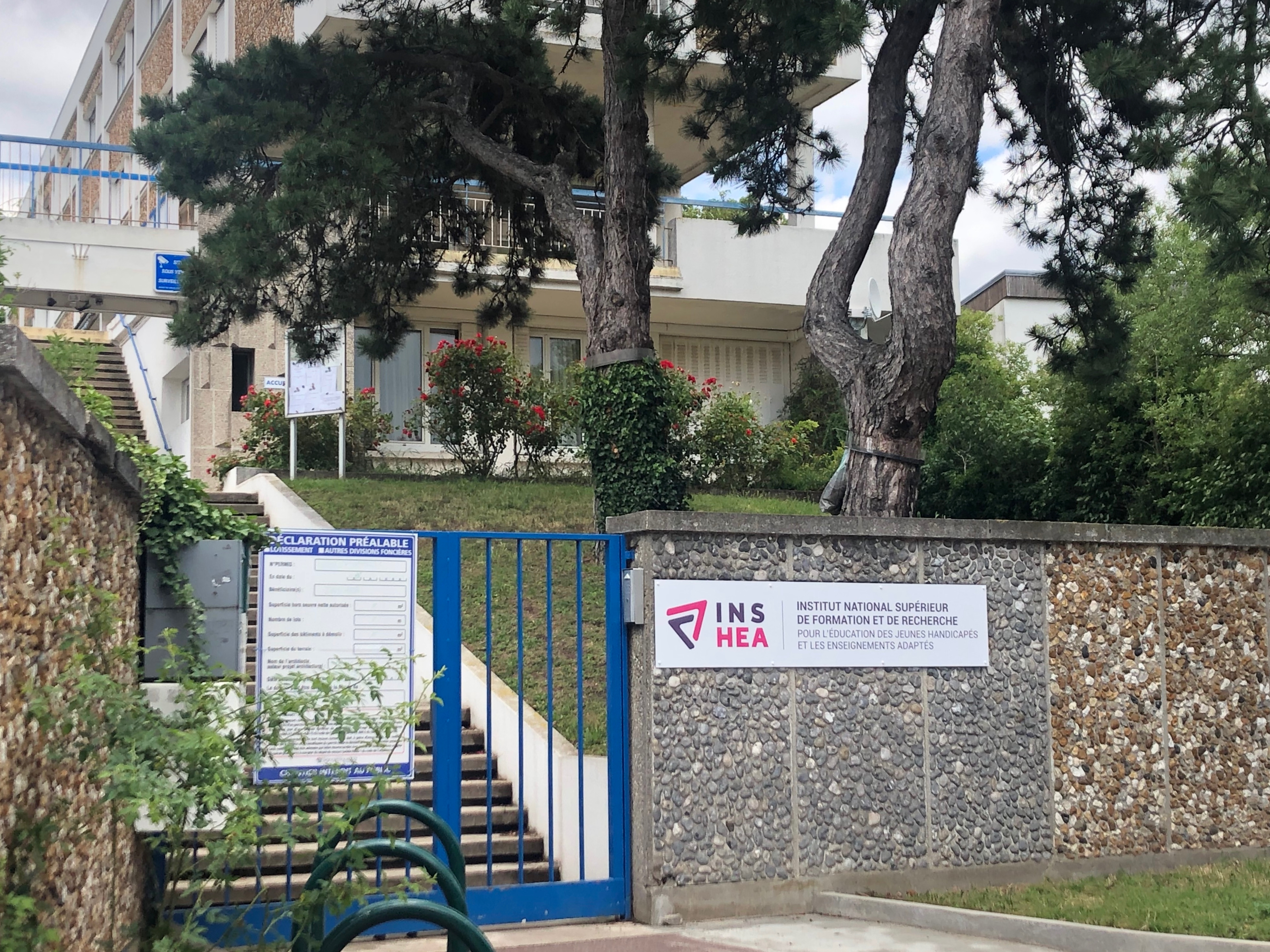
Entrée de l'INSHEA.

### Exposition et conférence
Du 8 novembre 2017 au 24 juin 2018, le musée d'histoire urbaine et sociale de Suresnes (MUS) organise l'exposition « Eugène Beaudouin et Marcel Lods, architectes d'avant-garde », qui porte en particulier sur l'école de plein-air. En partenariat avec la Cité de l'architecture et du patrimoine, une conférence est aussi organisée le 9 janvier 2018 sur l'histoire de l'établissement.